# Corbera la Cabana
|  | Per a altres significats, vegeu «Corbera (desambiguació)». |

La Cabana de Corbera, modernament Corbera la Cabana (en francès Corbère-les-Cabanes), és un vilatge, cap de la comuna homònima, de 1.149 habitants, de la comarca del Rosselló, a la Catalunya del Nord. Es va independitzar de Corbera de Rosselló el 1856.

## Etimologia
El nom de Corbera és un dels nombrosos topònims que tenen el seu origen en un animal. Concretament, de corbaria (Lloc o niu de corbs), com defineix Joan Coromines en el seu Onomasticon Cataloniae. L'antiga documentació rossellonesa mostra que cabana allí designava una mansio o hostal al llarg d'una carretera i en un lloc aïllat, com també explica Coromines.

## Geografia

Situació de la comuna de Corbera la Cabana en el Rosselló

### Situació i descripció general del terme
El terme comunal de Corbera la Cabana, de 41.400 hectàrees d'extensió, és situat a la comarca del Riberal de la Tet, al nord-est de la dels Aspres, a la zona de ponent de la comarca del Rosselló.
El terme de Corbera la Cabana s'estén a la dreta de la Tet, però no a la vora, ja que l'en separen el poble i terme de Millars. És al límit del Riberal amb els Aspres, amb el poble de Corbera la Cabana situat just en el punt de trobada d'aquestes dues subcomarques: al nord-est del poble, el Riberal de la Tet, i al sud-oest, els Aspres. El sector meridional del terme comunal, plenament dins dels darrers contraforts dels Aspres, assoleix una mica més dels 290,8 metres d'altitud al Serrat d'en Poll, prop del dolmen de la Caixeta, al sud del terme, on Corbera la Cabana assoleix el seu punt més alt. El límit meridional és una suau carena que no arriba enlloc als 300 m alt, entre el Serrat d'en Poll i el vessant sud-est del Montou, per on remunta fins a aquest cim, de 289,2 m alt, formant un angle tancat d'est a nord-oest. Des d'aquest cim, davalla cap a llevant, lleument decantat al nord-est, fins que arriba a la carretera D615, on comença la part plana del terme, al Riberal de la Tet. Pel costat oest, el termenal davalla del Serrat d'en Poll pel Roc de Carrasquet fins a trobar la Ribera de Sant Julià fins a arribar al sud-oest del poble de Corbera la Cabana, al qual fa tota la volta des del sud cap al sud-oest i cap a l'oest, sempre ran de les darreres cases del poble, sense seguir cap accident natural. Així, continua fins a trobar un giratori de la D615, segueix aquesta carretera 240 metres cap a llevant, gira cap al nord i després cap a l'est i finalment cap al nord, mitjançant dos angles rectes, i va a buscar la carretera D46, que segueix cap al nord, ja en el pla. Tot aquest sector del terme està delimitat per un termenal arbitrari, marcat per propietats rurals i camins agrícoles, i només a l'angle nord-est hi ha límits definits un pel Còrrec de les Comelles i l'altre pel Rec de Perpinyà.
Termes municipals limítrofs:
|         | Millars |         |
| Corbera |         | Cameles |
|         |         |         |

### El poble de Corbera la Cabana

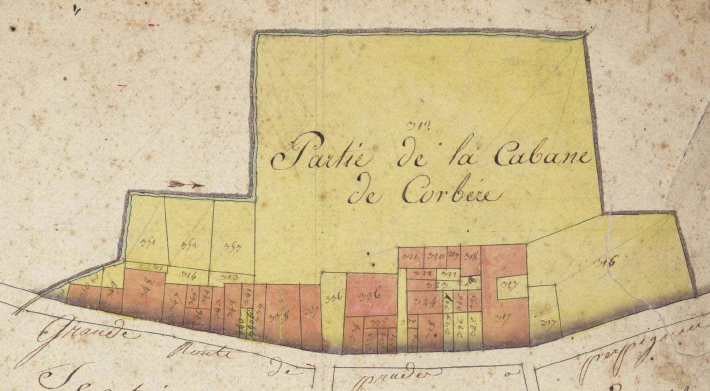
Corbera la Cabana en el Cadastre napoleònic del 1812 (Arxius Departamentals dels Pirineus Orientals)

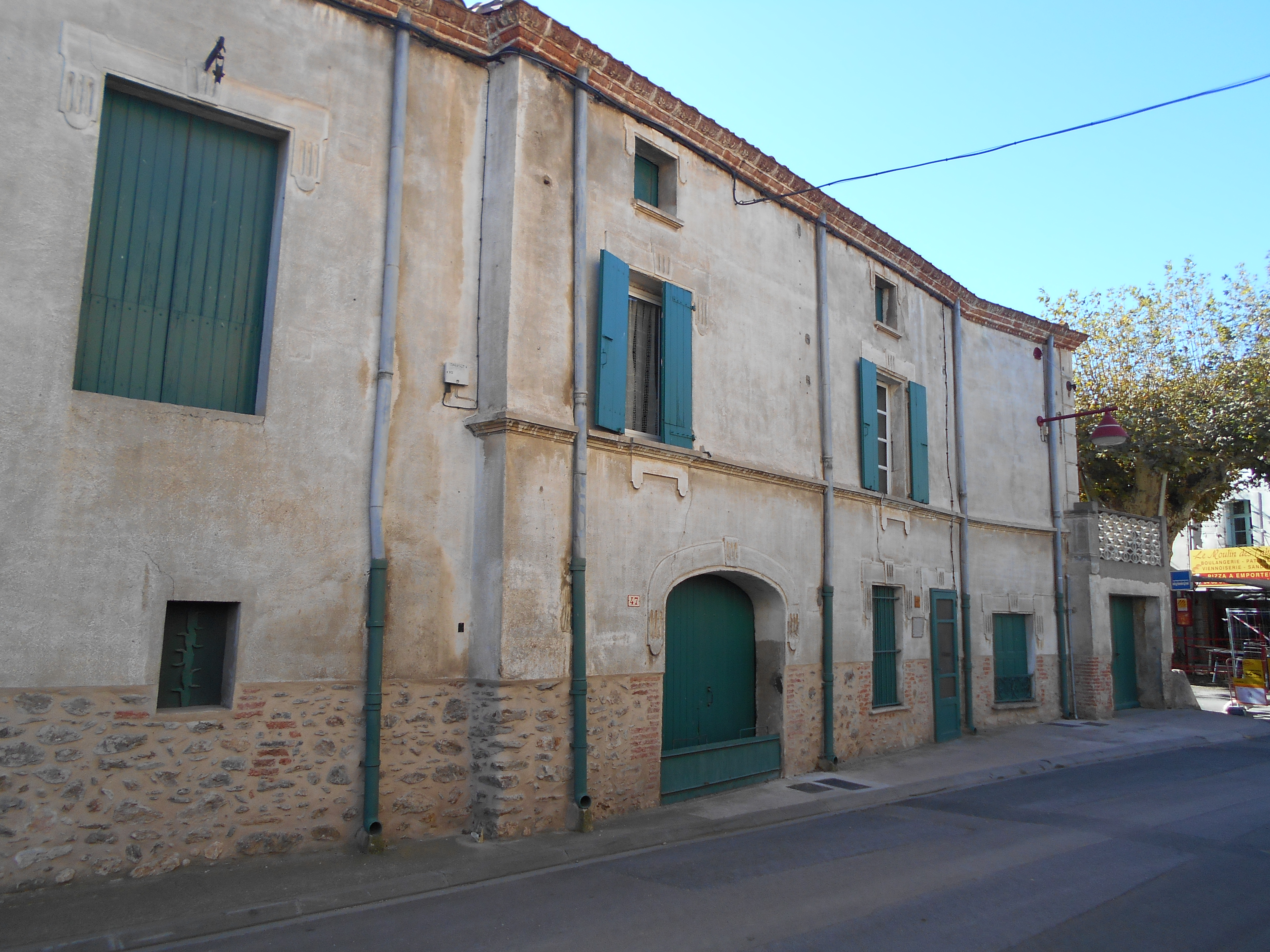
Antic hostal de Corbera la Cabana

Aquest antic veïnat de Corbera, Corbera de Baix, nasqué al voltant d'una cabana, hostal de camí, de la Via Confluentana (la via que duia d'Elna al Conflent) i des del primer moment el poble agafà una forma allargassada, resseguint el camí ral, hereu de l'antiga via romana, on hi havia l'hostal origen del nucli de població. Aquest hostal encara subsisteix, tal com era al segle xviii, a la vorera sud del carrer principal del poble, dedicat al Mariscal Joffre. El petit nucli sorgit al seu voltant depenia de Corbera, des del punt de vista senyorial, i, en un inici, de Sant Julià de Vallventosa des de l'eclesiàstic.

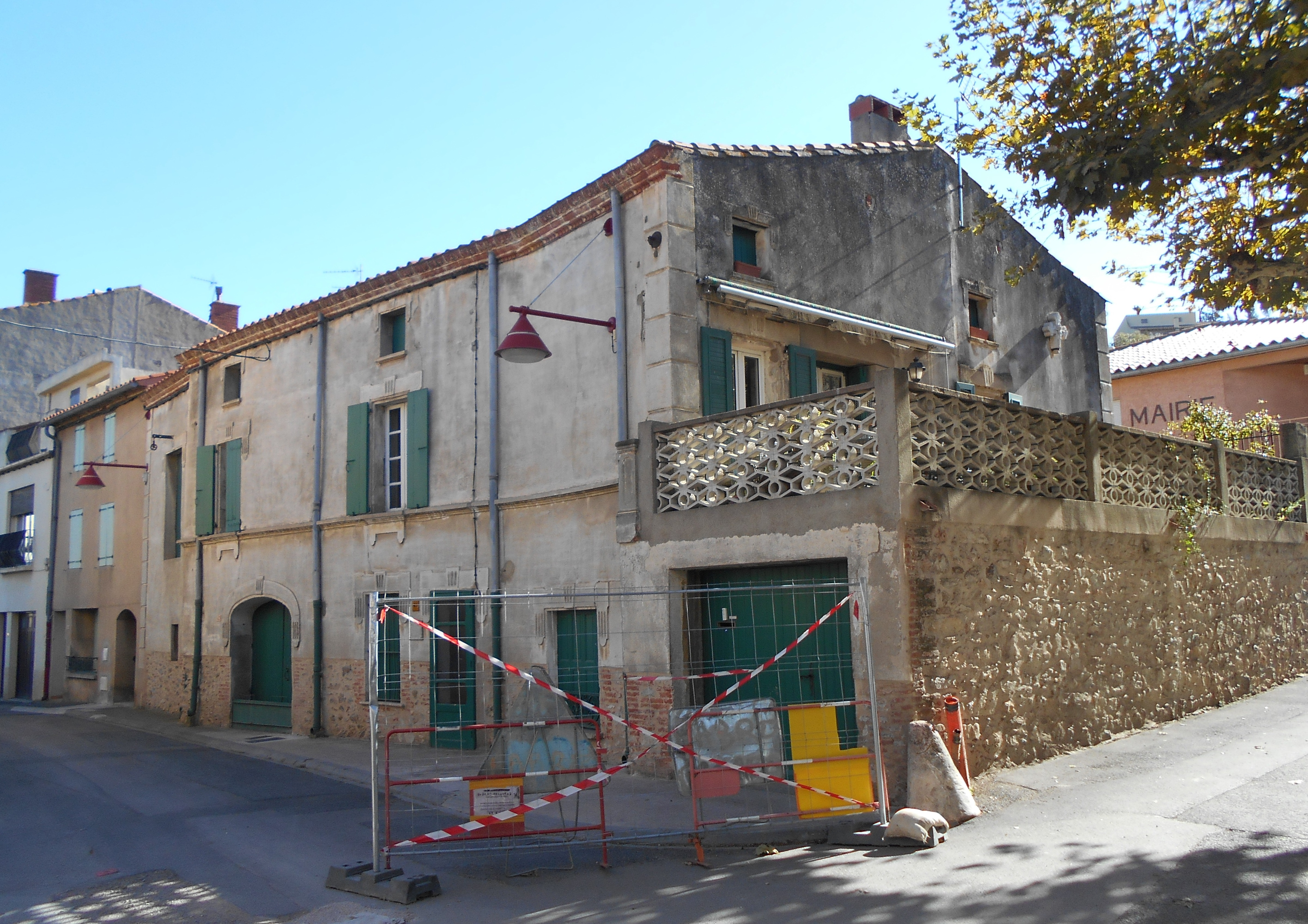
L'hostal, des de ponent

El poble ha anat creixent, amb el pas del temps, però sense desdibuixar pràcticament gens l'esquema original. L'església parroquial de Santa Magdalena és just a llevant del poble vell, i també a l'extrem est del poble actual. Esmentada des del 1726, l'església actual data del segle xix, i va enriquir els seus ornaments litúrgics i iconogràfics de la desapareguda capella de Santa Cecília de Rellà, del terme veí de Cameles.

### Els masos del terme
El terme de Corbera la Cabana té diverses construccions aïllades, com és habitual en els termes on l'activitat agrícola és la dominant. Així,
s'hi troben el Cortal d'en Cabdellaire, el Mas Baixeres, el Mas Comelles, el Mas Deloris, abans Mas Sagarriga, el Mas d'en Bo, el Mas o Cortal d'en Ferriol, el Mas d'en Just, el Mas, o Cortal, d'en Noi, el Mas, o Cortal, d'en Pagès, el Mas d'en Poll, abans d'en Rondola, el Mas, o Cortal, d'en Rocalaura, el Mas, o Cortal, d'en Vinçó, el Mas Grau, abans d'en Vaudricourt, i el Mas Rebardí, abans d'en Sebastià. Entre els noms antics, ja en desús, s'hi troba el Mas d'en Bertran. A part dels masos, entre les construccions isolades del terme es trobava el Dolmen del Còrrec de Montou, actualment destruït, el Cementiri de Sant Front, el Cementiri, el Forn de la Calç i el Pou de Gel.

### Els cursos d'aigua
La major part del terme de Corbera la Cabana és plana, dins del Riberal de la Tet, i s'hi troba un bon nombre de canals de rec, com ara l'Agulla de la Dou, la de la Garriga Plana, la de la Ribera, la de la Ruta de Perpinyà, la del Mas Deloris, abans del Mas Bertran, la de l'Ull de la Creu, la de l'Ull del Mas Nou, la de l'Ull del Molí, la de l'Ull de Sant Front, la de Vulferics, l'Agulló d'en Maria, o, simplement, l'Agulló, o Agulla de l'Agulló, el Rec de Corbera, el Rec de Tuïr, l'Ullal de la Creu, l'Ullal de la Dou, l'Ullal de la Garriga Plana, l'Ullal de l'Agulla del Mas Deloris, l'Ullal de la Ribera, l'Ullal de la Ruta de Perpinyà, l'Ullal del Molí i l'Ullal de Sant Front.
Del costat dels Aspres, procedent de Corbera, arriba la Ribera de Sant Julià, que a partir del Rec de Tuïr s'anomena la Comalada. Abans, però, rep per la dreta dos còrrecs: el d'en Mingo i el de Montou. Just a l'extrem nord del terme hi ha el Còrrec de les Comelles, que entra en el terme de Millars.
La principal surgència del terme és la Dou, o Font de la Dou, abans Font Centura. Dos guals importants es troben en aquest terme: el Passallís del Còrrec de Montou i el Passallís de Popiac.

### El relleu
Alguns dels topònims del terme indiquen formes de relleu: coves: la Cova de Montou, la Cova d'en Ferriol; muntanyes: Montou, i serres i serrats: el Serrat de la Caixeta, el Serrat de Montou, el Serrat d'en Poll, abans d'en Minges.

### El terme comunal
Els indrets específics i les partides de Corbera la Cabana són les següents: les Boneres, la Cabana, el Camí de la Cabana, Comelles, o la Comella, la Cotellona, Garriga Plana, el Piló de Montou (senyal), la Pista de Motocròs, Popiac, el Roc del Carrasquet, la Ribera, Tarters i Vulferics. Alguns són noms antics, ja en desús: el Camp del Camí, el Camp de l'Era, l'Oratori d'en Poll, el Perelloner i el Pont Trencat.

#### El Cadastre napoleònic
En el Cadastre napoleònic del 1812, Corbera la Cabana apareix en una sola secció, que era la segona del terme de Corbera, llevat de la partida d'Escolta si plou. Apareix dividida, això sí, en un primer sector que s'anomena la Cabana de Corbera, que inclou el nucli urbà. La resta del terme té les partides de les Comelles, Vulferics, la Garriga Plana, amb el Mas d'en Rondola, el Mas d'en Bertran, el Mas d'en Sebastià Guillot, el Mas d'en Ferriol, el Mas d'en Just, el Mas d'en Noi, el Mas d'en Pagès, Tarters, amb el Mas d'en Vaudricourt, el Camí de la Cabana, Popiac, la Ribera, amb el Cortal del Capdellaire, el Serrat d'en Poll, Montou, la Cotellona i el Pont Trencat.

## Transports i comunicacions

### Carreteres
Travessen el terme de Corbera la Cabana quatre carreteres. Totes elles discorren pel Riberal de la Tet. Cap carretera travessa la part del terme dels Aspres.
La D - 16 (D - 916, a Sant Feliu d'Avall - Corbera la Cabana), que uneix aquestes dues poblacions travessant el sud del terme de Sant Feliu d'Amunt i fent de límit, després, dels termes de Cameles i Millars.
La D - 46 (Millars - Corbera la Cabana), que entre en el terme de Corbera la Cabana procedent del nord. Enllaça Millars amb Corbera la Cabana en poc menys de 8 quilòmetres.
La D - 56 (Nefiac - Corbera la Cabana), que entre en el terme per l'angle nord-oest. Enllaça Nefiac amb Corbera la Cabana en uns 9 quilòmetres.
Finalment, passa ben bé pel mig del terme comunal, d'est a oest, la carretera departamental D - 615 (Illa - D - 16, a Illa), que no passa pel nucli de Corbera, però hi enllaça a través de la D - 46 i la D - 56.

### Transport públic col·lectiu
La línia 220 de Le bus à 1 euro uneix Corbera la Cabana amb Perpinyà. Surt de Perpinyà cap al Soler, Sant Feliu d'Avall, Sant Feliu d'Amunt, Millars, Nefiac, Illa, Corbera la Cabana i Corbera. Tres serveis diaris per aquesta línia fan el trajecte íntegre, i tres més uneixen Corbera amb Illa, on enllaça amb la línia 260. No circula el diumenge ni els festius. En un quart d'hora és a Illa, des de Corbera, i en quasi una hora, a Perpinyà.
Corbera la Cabana està servit, a més, pel TAD, el Transport a la demanda. Funciona únicam]ent els diumenges i dies festius, i s'ha de sol·licitar per telèfon el dia abans.

### Els camins del terme
En el terme de Corbera la Cabana es troben diversos camins que comuniquen amb els pobles dels entorns: Camí de la Cabana, des de Corbera, Camí de Millars, Camí de Nefiac, Camí de Vallcrosa, Camí Vell de Millars, des de Cameles, la Ruta de Nefiac, des de Corbera, la Ruta de Sant Feliu, la Ruta de Tuïr i la Ruta d'Illa. A part, hi ha uns quants camins interns del terme de Corbera la Cabana: Camí de la Ribera, Camí del Mas Baixeres, Camí de Vilanova, Camí del Mas Deloris, Camí del Mas Grau, Camí del Mas Reinal, Camí de Montou, Camí de Popiac, Camí de Vilelles, la Desviació i la Pista del Serrat del Poll.

## Demografia

### Demografia contemporània
Atès que aquesta comuna existeix com a comuna independent des del 1856, totes les dades demogràfiques anteriors estan incloses en les de Corbera.
| 1856 | 1861 | 1866 | 1872 | 1876 | 1881 | 1886 | 1891 | 1896 |
| ---- | ---- | ---- | ---- | ---- | ---- | ---- | ---- | ---- |
| 496  | 502  | 541  | 528  | 506  | 481  | 549  | 558  | 508  |

| 1901 | 1906 | 1911 | 1921 | 1926 | 1931 | 1936 | 1946 | 1954 |
| ---- | ---- | ---- | ---- | ---- | ---- | ---- | ---- | ---- |
| 514  | 516  | 519  | 540  | 506  | 504  | 501  | 464  | 543  |

| 1962 | 1968 | 1975 | 1982 | 1990 | 1999 | 2007 | 2008  | 2012  |
| ---- | ---- | ---- | ---- | ---- | ---- | ---- | ----- | ----- |
| 575  | 557  | 500  | 535  | 663  | 844  | 966  | 1.001 | 1.125 |

| 2013  |
| ----- |
| 1.149 |

Fonts: Ldh/EHESS/Cassini fins al 1999, després INSEE a partir deL 2004

### Evolució de la població

Població 1962-2008

## Administració i política

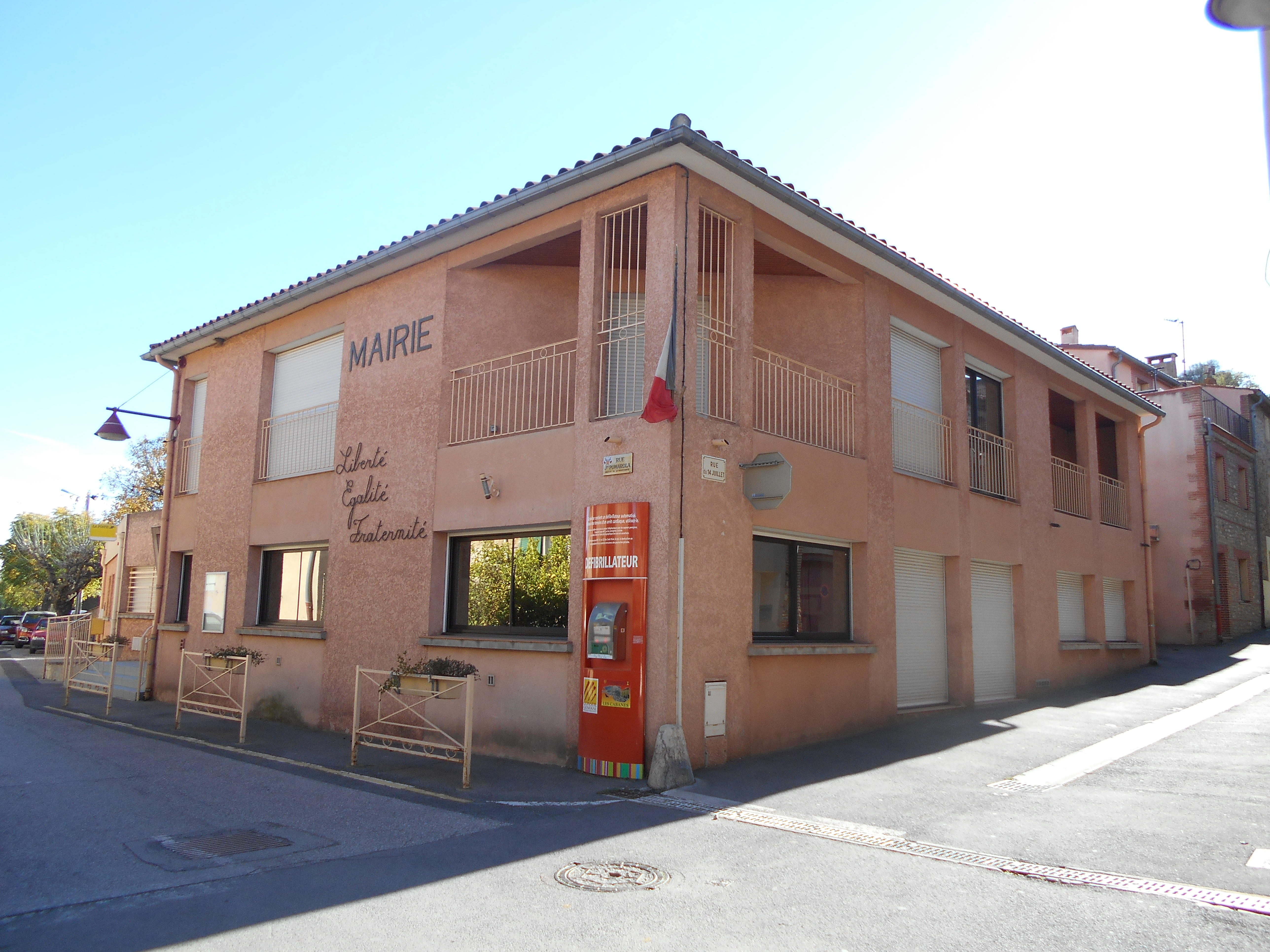
La Casa del Comú de Corbera la Cabana

### Batlles[10]
| Període                                 | Nom                | Opció política | Comentaris |
| --------------------------------------- | ------------------ | -------------- | ---------- |
| 1856 - 1858                             | Joseph Cubry-Modat |                |            |
| 1858 - 1860                             | François Gorce     |                |            |
| 1860 - 1865                             | Jean Rabondy       |                |            |
| 1865 - 1871                             | Emmanuel Bo        |                |            |
| 1871 - 1872                             | Léon de Vilar      |                |            |
| 1872 - 1877                             | Joseph Cubry-Modat |                |            |
| 1877 - 1878                             | Hyacinthe Respaud  |                |            |
| 1878 - 1881                             | Joseph Cubry-Modat |                |            |
| 1881 - 1885                             | Joseph Trinchet    |                |            |
| 1885 - 1886                             | Sylvestre Massette |                |            |
| 1886 - 1895                             | Pierre Marius      |                |            |
| 1895 - 1897                             | Michel Cubry       |                |            |
| 1897 - 1901                             | Joseph Carrère     |                |            |
| 1901 - 1908                             | André Pull         |                |            |
| 1908 - 1909                             | Léon Pons          |                |            |
| 1909 - 1916                             | Michel Pull        |                |            |
| 1916 - 1918                             | Joseph Morbieu     |                |            |
| 1918 - 1919                             | Pierre Carrère     |                |            |
| 1919 - 1927                             | Michel Pull        |                |            |
| 1927 - 1931                             | Boniface Torcatis  |                |            |
| 1931 - 1935                             | Paul Morbieu       |                |            |
| 1935 - 1944                             | Paul Ville         |                |            |
| 1944 - 1947                             | Joseph Torcatis    |                |            |
| 1947 - 1971                             | François Coste     |                |            |
| 1971 - Març del 1981                    | Jean-Claude Noell  |                |            |
| Març del 1981 - 19 de novembre del 2016 | Henri Pujol        | PCF            |            |
| Novembre del 2016 - Moment actual       | Gerard Soler       |                |            |

### Legislatura 2014 - 2020

#### Batlle
- Gérard Soler.

#### Adjunts al batlle
- 1r: Jean-Pierre Brial
- 2a: Charlotte Blic
- 3r: Bruno Lopez
- 4a: Monique Surjus.

#### Consellers municipals
- Céline Florimond
- Richard Calvo
- Eugénie Baptiste
- Christian Campa
- Camille Vasquez
- Henri Choukroun
- Peggy Bigard
- Juan-Carlos Martínez
- Murielle Bousquet
- James Dumortier.

### Adscripció cantonal

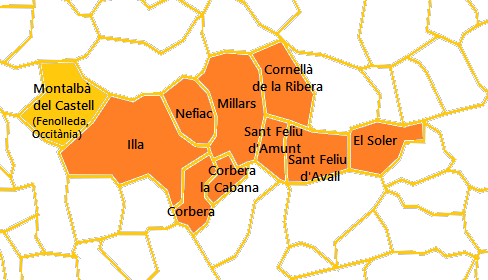
Mapa del Cantó de la Vall de la Tet

A les eleccions cantonals del 2015 el poble de Corbera la Cabana ha estat inclosa en el cantó número 16, denominat La Vall de la Tet, amb capitalitat al poble del Soler. Està format per la vila d'Illa i els pobles de Corbera, Corbera la Cabana, Cornellà de la Ribera, Millars, Nefiac, Sant Feliu d'Amunt, Sant Feliu d'Avall i el Soler, tots de la comarca del Rosselló, i Montalbà del Castell, de la Fenolleda (nou agrupament de comunes fruit de la reestructuració cantonal feta en saó de les eleccions cantonals i departamentals del 2015). Són consellers per aquest cantó Damienne Beffara, batllessa de Millars i Robert Olive, batlle de Sant Feliu d'Amunt, tots dos del Partit Socialista.

### Serveis comunals mancomunats
Corbera la Cabana forma part de la Comunitat de comunes de Rosselló - Conflent, amb capitalitat a Illa, juntament amb Illa, Bellestar, Bula d'Amunt, Bulaternera, Casafabre, Corbera, Cornellà de la Ribera, Glorianes, Millars, Montalbà del Castell, Nefiac, Prunet i Bellpuig, Rodès, Sant Feliu d'Amunt i Sant Miquel de Llotes.

## Ensenyament i cultura

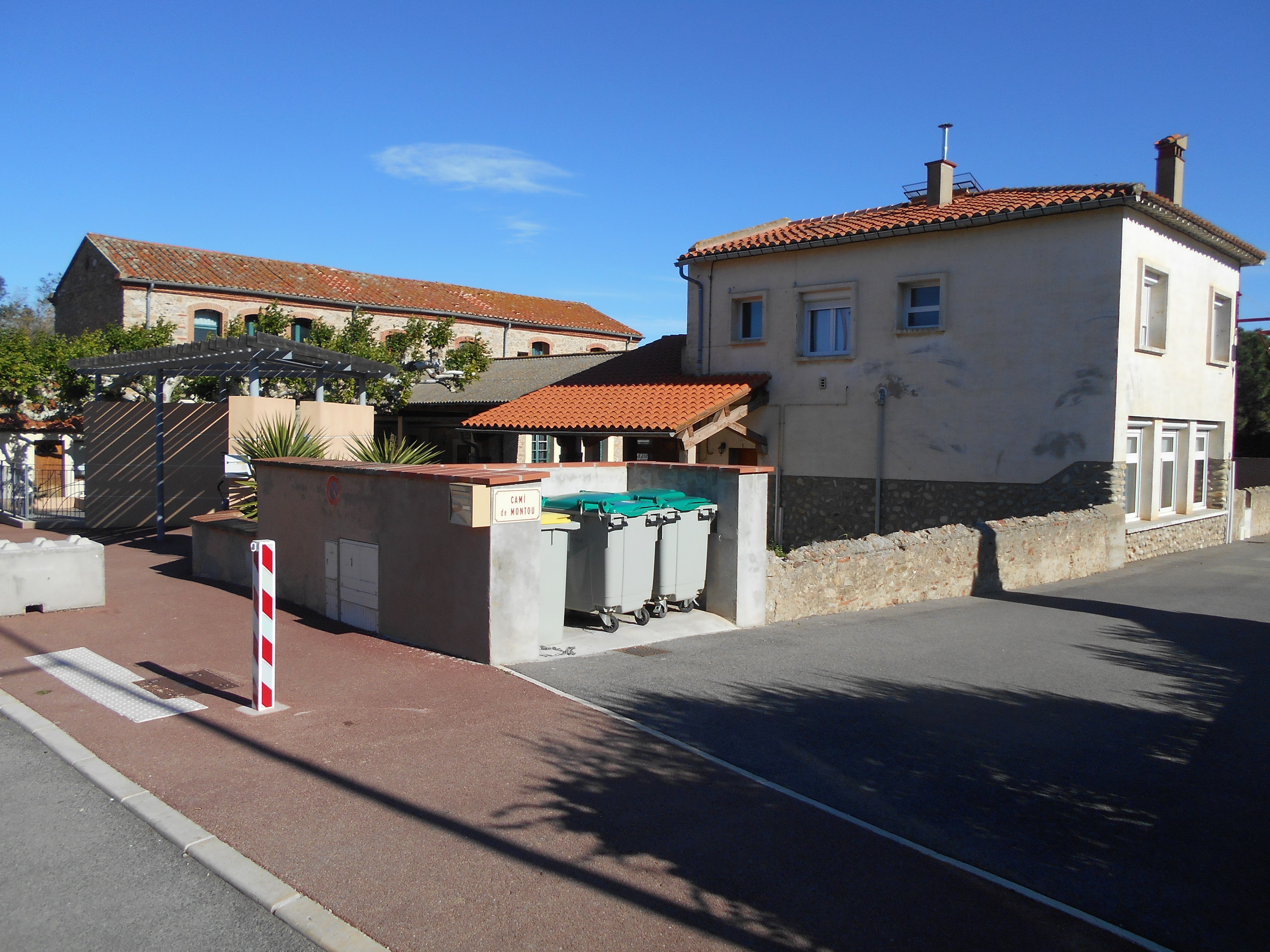
L'escola de Corbera la Cabana

Corbera la Cabana té una sola escola, que abraça les etapes de maternal i primària. Per a la secundària, els estudiants del poble tenen col·legis a Estagell, Illa, Sant Esteve del Monestir, el Soler, Toluges i Tuïr. Pel que fa a batxillerat, els liceus més propers són a Perpinyà. El poble disposa d'una mediateca municipal.

## Llocs d'interès
- Cova de Montou, jaciment arqueològic

## Persones il·lustres
- Sylvain Maillols, alcalde de Corbera del 1931 al 1944 i, novament, de 1945 al 1983